# Rhynchopyga xanthospila
Rhynchopyga xanthospila là một loài bướm đêm thuộc phân họ Arctiinae, họ Erebidae.